# Нишвиц, Андреас
Андреас Нищвиц (нем. Andreas Nischwitz; род. 1 апреля 1957 года, Лайнфельден-Эхтердинген, ФРГ) — фигурист из Германии (ФРГ), выступавший в парном разряде. В паре с Кристиной Ригель он — серебряный призёр чемпионата Европы 1981, бронзовый призёр чемпионата мира 1981 и трёхкратный чемпион Германии.
В настоящее время работает стоматологом, вместе с женой и 3 детьми живёт в Тюбингене.

## Результаты выступлений
(с К. Ригель)
| Соревнования        | 1979 | 1980 | 1981 |
| ------------------- | ---- | ---- | ---- |
| Олимпийские игры    |      | 8    |      |
| Чемпионаты мира     | 8    | 5    | 3    |
| Чемпионаты Европы   | 8    | 6    | 2    |
| Чемпионаты Германии | 1    | 1    | 1    |

(с С. Шайбе)
| Соревнования        | 1976—1977 | 1977—1978 |
| ------------------- | --------- | --------- |
| Чемпионаты мира     | 8         | 8         |
| Чемпионаты Европы   | 8         | 8         |
| Чемпионаты Германии | 1         | 1         |
| Nebelhorn Trophy    | 1         | 3         |